# Lakeville (Minnesota)
Lakeville [ˈleɪkvɪl] ist eine Stadt im US-Bundesstaat Minnesota. Sie ist im Dakota County in der Metropolregion Minneapolis–Saint Paul gelegen und eine der am schnellsten wachsenden Städte in Minnesota. Die Bevölkerungszahl lag im Jahr 2020 bei 69.490.

## Geografie
Lakeville liegt rund 37 Kilometer südlich des Stadtzentrums von Minneapolis. Größere Seen im Stadtgebiet sind der Marion Lake (ehemals Prairie Lake) im Westen und der Orchard Lake im Nordwesten. Auch ein Nebenfluss des Vermillion River fließt durch Lakeville. Nach Angaben des United States Census Bureau beträgt die Fläche der Stadt 97,2 Quadratkilometer, davon sind 3,5 Quadratkilometer Wasserflächen.

## Geschichte
Das Gebiet um die heutige Stadt Lakeville wurde nach der Treaty of Traverse des Sioux in den 1850er Jahren besiedelt. Es lag auf halbem Wege der Route von St. Paul nach St. Peter. Am 6. April 1858 wurde offiziell ein Township eingerichtet. 1869 baute die Hastings and Dakota Railroad eine Eisenbahnstrecke entlang des Orts. Die Bahngesellschaft wollte dort einen Bahnhof errichten, doch da die Versuche ein Grundstück zu erwerben erfolglos verliefen, kaufte sie ein Grundstück rund einen Kilometer weiter östlich und richtete dort einen Bahnhof ein. Um diesen entstand ein Ort mit dem Namen Fairfield. Viele Geschäftsleute zogen aus dem alten Ort ins neue Fairfield. Mit der Einrichtung eines eigenständigen Village am 28. März 1878 erhielt es den Namen Lakeville.
In der zweiten Hälfte des 20. Jahrhunderts entwickelte sich Lakeville zum typischen Vorort der Twin Cities. 1967 erhielt es die Stadtrechte. Mit den steigenden Grundstücks- und Immobilienpreisen in den Twin Cities setzte besonders zum Ende des Jahrhunderts hin ein Bevölkerungsboom ein.

### Bevölkerungsentwicklung
| 1970  | 1980   | 1990   | 2000   | 2010   | 2020   |
| ----- | ------ | ------ | ------ | ------ | ------ |
| 7.556 | 14.790 | 24.854 | 43.128 | 55.954 | 69.490 |

## Demografie
Nach den Angaben der Volkszählung 2000 leben in Lakeville 43.128 Menschen in 13.609 Haushalten und 11.526 Familien. Ethnisch betrachtet setzt sich die Bevölkerung aus 94,3 Prozent weißer Bevölkerung, 2,0 Prozent asiatischen Amerikanern, 1,3 Prozent Afroamerikanern sowie anderen kleineren oder mehreren Gruppen zusammen. 1,9 Prozent der Einwohner zählen sich zu den Hispanics.
In 56,0 % der 13.609 Haushalte leben Kinder unter 18 Jahren, in 73,6 % leben verheiratete Ehepaare, in 7,5 % leben weibliche Singles und 15,3 % sind keine familiären Haushalte. 10,7 % aller Haushalte bestehen ausschließlich aus einer einzelnen Person und in 1,9 % leben Alleinstehende über 65 Jahre. Die durchschnittliche Haushaltsgröße liegt bei 3,17 Personen, die von Familien bei 3,43.
Auf die gesamte Stadt bezogen setzt sich die Bevölkerung zusammen aus 36,1 % Einwohnern unter 18 Jahren, 5,9 % zwischen 18 und 24 Jahren, 37,8 % zwischen 25 und 44 Jahren, 17,4 % zwischen 45 und 64 Jahren und 2,8 % über 65 Jahren. Der Median beträgt 32 Jahre. Etwa 49,9 % der Bevölkerung ist weiblich.
Der Median des Einkommens eines Haushaltes beträgt 72.404 USD, der einer Familie 76.542 USD. Das Pro-Kopf-Einkommen liegt bei 26.492 USD. Etwa 2,0 % der Bevölkerung und 1,5 % der Familien leben unterhalb der Armutsgrenze.

## Verkehr
Durch Lakeville verläuft in Nord-Süd-Richtung der Interstate 35. Eine weitere wichtige Straße ist die Cedar Avenue, welche nordwärts direkt nach Minneapolis führt. Weiterhin führen zwei Eisenbahnlinien der Canadian Pacific Railway und Progressive Rail durch die Stadt.
An der südlichen Stadtgrenze liegt der Airlake Airport.

## Söhne und Töchter der Stadt
- T. J. Guidarelli (* 1977), Eishockeyspieler
- Charlie Lindgren (* 1993), Eishockeyspieler
- Brady Skjei (* 1994), Eishockeyspieler
- Jake Oettinger (* 1998), Eishockeytorwart
- Ryan Poehling (* 1999), Eishockeyspieler
- Regan Smith (* 2002), Schwimmerin